# Seznam ledovců na Islandu
Seznam ledovců na Islandu – (islandsky jezero – jökull). Ledovce pokrývají o něco víc než 11% rozlohy Islandu. 13 největších zaujímá plochu 11 181 km², když celková rozloha islandských ledovců je 11 400 km².

## Tabulka největších ledovců
| Pořadí | Ledovec           | Rozloha (km²) | Objem (km³) | Kraj |
| ------ | ----------------- | ------------- | ----------- | ---- |
| 1.     | Vatnajökull       | 8300          | 3000        | ...  |
| 2.     | Langjökull        | 953           | 195         | ...  |
| 3.     | Hofsjökull        | 925           | 508         | ...  |
| 4.     | Mýrdalsjökull     | 596           | 140         | ...  |
| 5.     | Drangajökull      | 160           | ...         | ...  |
| 6.     | Eyjafjallajökull  | 78            | ...         | ...  |
| 7.     | Tungnafellsjökull | 48            | ...         | ...  |
| 8.     | Þórisjökull       | 32            | ...         | ...  |
| 9.     | Eiríksjökull      | 22            | ...         | ...  |
| 10.    | Þrándarjökull     | 22            | ...         | ...  |
| 11.    | Tindfjallajökull  | 19            | ...         | ...  |
| 12.    | Torfajökull       | 15            | ...         | ...  |
| 13.    | Snæfellsjökull    | 11            | ...         | ...  |